# Нуаян-сюр-Сенська довбанка
Нуаян-сюр-Сенська каное-довбанка (фр. La Pirogue de Noyen-sur-Seine) — човен-довбанка з часів мезоліту, який було знайдено в 1984 році в сторому річищі річки Сена в містечку Нуаян-сюр-Сен в департаменті Сена і Марна у Франції, в складі археологічного комплексу з дерев'яних предметів, які є одними з найстаріших, виявлених у Європі (вік близько 9000 років). Окрім човна-довбанки, в комплексі було виявлено ряд плетених кошиків, зокрема рибальських верш. Дерев'яні предмети зберіглися протягом тисячоліть завдяки перебуванню у вологому торфі.

## Опис
Човен був виготовлений з цільного стовбура сосни, радіовуглецеве датування якого показало 7190-6450 роки до нашої ери. Довжина збереженої частини складає близько 4,0 метрів, тоді як початкова довжина була від 5,0 до 6,0 метрів. Ширина коливається від 50 до 55 см, висота 20 см.
З метою консервації човен було просякнуто поліетиленгліколем і висушено заморожуванням, після чого він був переданий в експозицію Музею Преісторії Іль-де-Франс в Немурі.
За 500 метрів від човна епози мезоліту, було знайдено ще один човен-довбанку епохи Каролінгів, який також експонується в музеї Немура. Каролінгську довбанку було виготовлено зі стовбура дуба, і вона має велиу схожість з човном часів мезоліту, хоча їх було виготовлено з проміжком у майже вісім тисячоліть.

## Вебпосилання
- Каное епохи мезоліту з Нуаян-сюр-Сенс(фр.)